# Stjerneborg

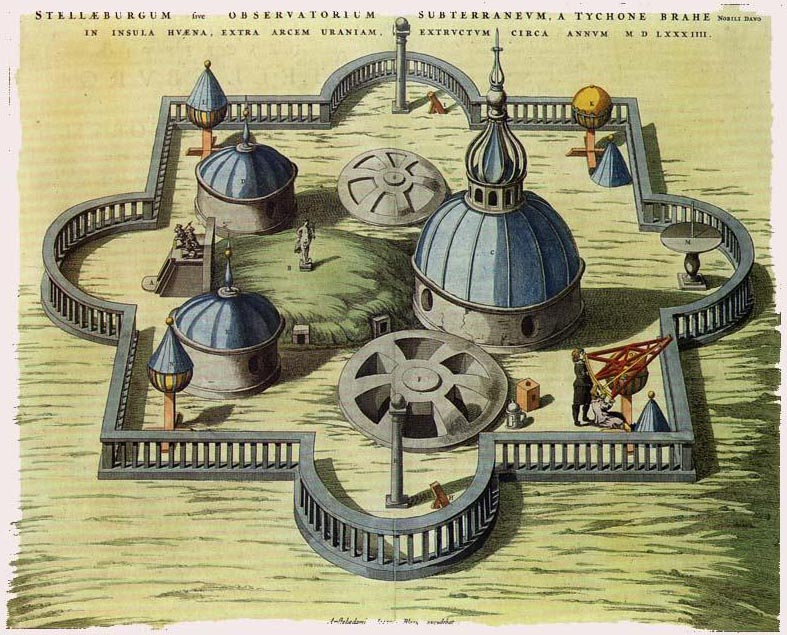
Oberflächenansicht von Stjerneborg

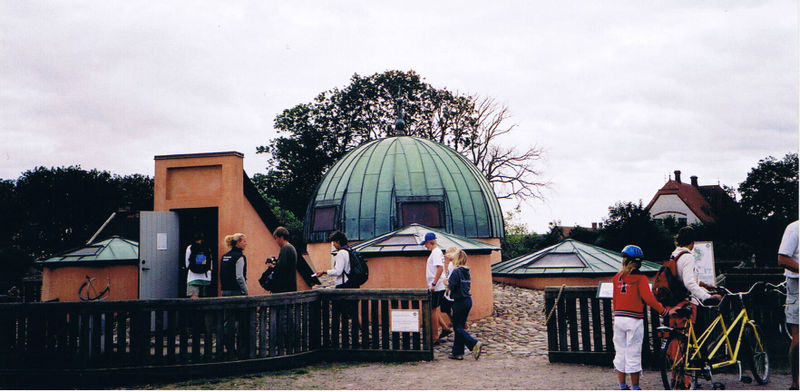
Stjerneborg heute

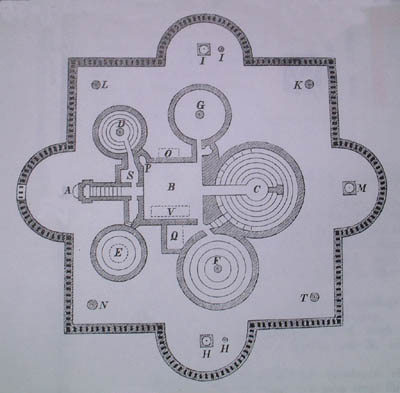
Schematische Darstellung der Kellerräume von Stjerneborg

Stjerneborg (deutsch: veraltet Sternenburg) war ein weitgehend unterirdisch angelegtes Observatorium des dänischen Astronomen Tycho Brahe. Es war nahe seinem Palastobservatorium Uraniborg auf der Insel Ven im Øresund gelegen. Der Königliche Baumeister Hans van Steenwinckel der Ältere errichtete Stjerneborg für Brahe im Jahre 1586, nachdem dieser hatte feststellen müssen, dass Uraniborg für seine astrometrischen Präzisionsinstrumente nicht groß genug war und zudem auf zu instabilem, sandigem Untergrund lag. 
Brahe gab seinem neuen Observatorium den lateinischen Namen Stellaburgi. Sowohl der dänische als auch der lateinische Name bedeuten Schloss der Sterne. Das Observatorium war größtenteils unterirdisch angelegt, so dass die Instrumente unterhalb der Sandschichten auf festem Untergrund ruhten.
Zu den in Stjerneborg installierten Instrumenten gehörte ein Quadrant mit 1,55 m Radius und eine äquatoriale Armillarsphäre, mit der Winkel mit bis zu einer Bogenminute Genauigkeit gemessen werden konnten.
Die unterirdisch gelegenen Teile wurden in den Jahren 1950/51 ausgegraben und später mit einer Kuppel überbaut, in der öffentliche Multimedia-Vorführungen stattfinden.
2005 wurde der Asteroid (5173) Stjerneborg nach dem Observatorium benannt.